# Горбаново (Ярославская область)
Горбаново — деревня в Нагорьевском сельском поселении Переславского района Ярославской области России.

## География
Деревня расположена в окружении сельскохозяйственных полей и леса. На западе граничит с деревнями Горицы, Дреплево, на юге с Матвеевкой.

## Население
| 2007 | 2008 | 2010 |
| ---- | ---- | ---- |
| 6    | →6   | ↘4   |

## Транспорт
Горбаново расположены в 56,9 км от Переславля-Залесского. Поворот на деревню с автодороги «Остапково – Заозерье – Колокарёво – Старое Волино». До деревни идёт полевая дорога.